# República Socialista de Macedònia
La República Socialista de Macedònia (en macedònic: Socijalistička republika Crna Gora, transcrit en ciríl·lic: Социјалистичка република Црна Гора) fou un estat socialista constitutiu de la República Federal Socialista de Iugoslàvia. És el predecessor de la moderna República de Macedònia del Nord.
Skopje n'era la capital i ho continuà sent després de la independència.

## Història
La República Popular de Macedònia fou proclamada el 2 d'agost de 1944 després de l'alliberament del territori ocupat per les forces de l'Eix durant la Segona Guerra Mundial.
El 1963 adoptà el nom de República Socialista de Macedònia, i va adoptar una constitució i uns símbols nacionals propis, però dins de la República Federal Socialista de Iugoslàvia.
L'any 1991, en plena dissolució de Iugoslàvia, i després de realitzar un plebiscit el dia 8 de setembre, la R. S. de Macedònia es va declarar independent amb el nom de República de Macedònia (actualment, Macedònia del Nord).